# 4-Androstenediol

El 4-Androstenediol es un androstenediol que es convertido en testosterona. La tasa de conversión es de alrededor 15.76%, casi el triple que la de la androstenediona, debido a la utilización de una vía enzimática diferente. No existe una conversión directa a estrógeno, aunque alguna aromatización secundaria tiene lugar a través del metabolismo.
El 4-androstenediol está más cerca de la testosterona estructuralmente que el 5-androstenediol, y tiene efectos androgénicos, actuando como un agonista parcial del receptor de andrógenos. Sin embargo debido a su menor actividad intrínseca en comparación, en presencia de los agonistas completos como la testosterona o la dihidrotestosterona, 4-androstenediol tiene antagónicas acciones, comportándose como un antiandrógeno.
4-androstenediol es muy débilmente estrogénico. Tiene aproximadamente entre un 0.5% y un 0.6% de afinidad de estradiol en el receptor de estrógeno alfa y en el receptor de estrógeno beta respectivamente. 

## Uso médico y comercial
Patrick Arnold cuenta con una patente de 1999 sobre "Use del 4-androstenediol para incrementar los niveles de testosterona en humanos".

## Biosíntesis

Esteroidogénesis, con el 4-Androstenediol en la parte inferior izquierda.